# 鈴木寿永吉
鈴木 寿永吉（すずき すえきち、1958年7月3日 - ）は、神奈川県横浜市出身のお笑いタレント（主にものまね）、俳優。本名及び旧芸名は鈴木末吉。（株）exitoエンターテイメント代表　所属タレント 瑞季　反田友　モノマネケイスケ　豆腐屋あこ（菅谷晃子）etc...

## 来歴
1974年、TBS「ぎんざNOW!」の「素人コメディアン道場」の2代目王者になる。1975年のザ・ハンダース結成。1980年の解散後はアントニオ猪木の物まねなどで活躍し、清水アキラとともに『ものまね王座決定戦』（フジテレビ）などに出演した。一時、芸名を木下末吉（きのしたすえきち）に改名したが、数年後には元の鈴木末吉に戻した。
2007年のハンダース再結成では『爆笑そっくりものまね紅白歌合戦スペシャル』（フジテレビ）にゲスト出演し、『王座決定戦』時代に披露していたアントニオ猪木のものまねを再披露した。

## エピソード
- 20代の頃にコインランドリーで洗濯をしていると、向かいの自転車屋の2階から高校生の少年に声を掛けられる。芸能界に憧れているというその少年は木梨憲武であり、その後は鈴木の家に遊びに来るなどの親交を持ち、木梨の芸能界入りを心配する父に鈴木が説得する等、木梨の芸能界入りのきっかけを作った良き兄貴的存在になった。
- 月日が流れて30年程経ったある日、街で木梨と偶然遭遇。六本木でカラオケパブを経営している事を話すと、木梨は「行きます」と約束したが2年経っても来ず、「自分は嫌われたんじゃないか」という思いで、2011年5月26日放送の『とんねるずのみなさんのおかげでした』の「クイズ! とんねるずにもう一度逢いたい人」に出演。木梨に前述のことを話すと、木梨は「収録後に行きます」と約束。その言葉通り、収録後に鈴木のカラオケパブへ行った。

## 出演番組

### テレビ
- ぎんざNOW!（TBSテレビ）
- 笑って!笑って!!60分（TBSテレビ）
- ものまね王座決定戦（フジテレビ）
- 天才・たけしの元気が出るテレビ（日本テレビ）
- 特捜最前線（テレビ朝日）
- おはようスタジオ（テレビ東京）
- とんねるずのみなさんのおかげでした（フジテレビ）
- 意地悪ばあさん まだまだ…マダマダ…の巻（フジテレビ）

ほか

### ラジオ
- 歌の交差点（TOKYO FM）

## ものまねレパートリー
- アントニオ猪木
- 泉谷しげる
- 稲川淳二
- 井上順
- おすぎとピーコ
- 小森和子
- 志村けん
- 田原俊彦
- 左卜全
- 森進一
- 柳沢慎吾

ほか